# Anachalcoplacis
Anachalcoplacis là một chi bọ cánh cứng trong họ Chrysomelidae.
Chi này được Bechyne miêu tả khoa học năm 1983.

## Các loài
Chi này gồm các loài:
- Anachalcoplacis tenella Bechyne, 1983